# Curtidores de hongos
Curtidores de Hongos es una murga uruguaya que comenzó su formación en el 1912. Es la segunda murga más antigua, luego de que en 2008 regresara a la actividad la murga Amantes al engrudo.
La murga ha ganado el premio mayor del Concurso Oficial de Agrupaciones Carnavalescas en 13 oportunidades: 1922, 1923, 1924, 1925, 1927 (compartido con Patos Cabreros), 1934 (compartido con Patos Cabreros), 1935 (compartido con Patos Cabreros y Asaltantes con Patente), 1950, 1951, 1957, 1960, 1976 y 2004 , y es la segunda más ganadora del concurso.

## Historia
Con 100 años de existencia, Curtidores de Hongos ganó el Concurso Oficial de Agrupaciones Carnavalescas en 13 oportunidades, 10 veces sola y en tres oportunidades en premios compartidos. Sus logros fueron en los años 1922, 1923, 1924, 1925, 1927 (compartido con Patos Cabreros), 1934 (compartido con Patos Cabreros), 1935 (compartido con Patos Cabreros y Asaltantes con Patente), 1950, 1951, 1957, 1960, 1976 y 2004. Por este motivo, es la segunda más ganadora del concurso.

### Intento de innovación
En una época la murga intentó complementar la clásica batería de murga (bombo, platillos y redoblante) con instrumentos de vientos, llegando incluso a salir a actuar en una ocasión con trompetas, pero su iniciativa no tuvo mucho éxito entre las demás participantes y tiempo después abandonaron la idea.

### Carnaval 2008
Durante el Concurso Oficial del Carnaval 2008 fue considerada la favorita para obtener el primer puesto, debido principalmente a las cualidades de su coro, los arreglos musicales, los solistas y sus textos. No obstante, fue desplazada al segundo lugar por Agarrate Catalina, la cual tuvo importantes victorias en años anteriores.

### Carnaval 2012
Presentó un espectáculo titulado "Documental medio bicentenario" y era nuevamente la gran favorita para obtener el primer puesto en el carnaval. Otra vez, tal como le pasó en el 2006 con su espectáculo "Sicodelia" y en el 2008 con Caos, la murga se tuvo que conformar con el segundo lugar, siendo relegada a este puesto por "La Trasnochada", murga que había debutado hacía apenas 4 años en el carnaval mayor, procedente de murga joven y parodistas. A pesar de quedar segundo, la batería logró la mención de mejor batería del carnaval.

## Posiciones
Posiciones obtenidas en el concurso oficial desde el año 1912 hasta la actualidad:
| 1912 | 1913 | 1914 | 1915 | 1916 | 1917 | 1918 | 1919 | 1920 | 1921 | 1922 | 1923 | 1924 | 1925 | 1926 | 1927 | 1928 | 1929 | 1930 | 1931 |
| ---- | ---- | ---- | ---- | ---- | ---- | ---- | ---- | ---- | ---- | ---- | ---- | ---- | ---- | ---- | ---- | ---- | ---- | ---- | ---- |
| -    | -    | -    | -    | -    | -    | -    | -    | -    | -    | 1º   | 1º   | 1º   | 1º   | -    | 1.º  | -    | -    | -    | -    |

| 1932 | 1933 | 1934 | 1935 | 1936 | 1937 | 1938 | 1939 | 1940 | 1941 | 1942 | 1943 | 1944 | 1945 | 1946 | 1947 | 1948 | 1949 | 1950 | 1951 |
| ---- | ---- | ---- | ---- | ---- | ---- | ---- | ---- | ---- | ---- | ---- | ---- | ---- | ---- | ---- | ---- | ---- | ---- | ---- | ---- |
| -    | -    | 1º   | 1º   | -    | -    | -    | -    | -    | 1.º  | -    | -    | -    | -    | -    | -    | -    | -    | 1.º  | 1.º  |

| 1952 | 1953 | 1954 | 1955 | 1956 | 1957 | 1958 | 1959 | 1960 | 1961 | 1962 | 1963 | 1964 | 1965 | 1966 | 1967 | 1968 | 1969 | 1970 | 1971 |
| ---- | ---- | ---- | ---- | ---- | ---- | ---- | ---- | ---- | ---- | ---- | ---- | ---- | ---- | ---- | ---- | ---- | ---- | ---- | ---- |
| -    | -    | -    | -    | -    | 1.º  | -    | -    | 1.º  | -    | -    | -    | -    | -    | -    | -    | -    | -    | -    | -    |

| 1972 | 1973 | 1974 | 1975 | 1976 | 1977 | 1978 | 1979 | 1980 | 1981 | 1982 | 1983 | 1984 | 1985 | 1986 | 1987 | 1988 | 1989 | 1990 | 1991 |
| ---- | ---- | ---- | ---- | ---- | ---- | ---- | ---- | ---- | ---- | ---- | ---- | ---- | ---- | ---- | ---- | ---- | ---- | ---- | ---- |
| -    | -    | -    | -    | 1.º  | -    | -    | -    | -    | -    | -    | -    | -    | -    | -    | -    | -    | -    | -    | -    |

| 1992 | 1993 | 1994 | 1995 | 1996 | 1997 | 1998 | 1999 | 2000 | 2001 | 2002 | 2003 | 2004 | 2005 | 2006 | 2007 | 2008 | 2009 | 2010 | 2011 |
| ---- | ---- | ---- | ---- | ---- | ---- | ---- | ---- | ---- | ---- | ---- | ---- | ---- | ---- | ---- | ---- | ---- | ---- | ---- | ---- |
| -    | 7.º  | 3.º  | 4.º  | 5.º  | 14.º | -    | -    | 5.º  | 5.º  | 4.º  | 7.º  | 1.º  | 6.º  | 2.º  | 3.º  | 2.º  | 3.º  | 3.º  | 4.º  |

| 2012 | 2013 | 2014 | 2015 | 2016 | 2017 | 2018 | 2019 | 2020 | 2021 | 2022 | 2023 | 2024 |
| ---- | ---- | ---- | ---- | ---- | ---- | ---- | ---- | ---- | ---- | ---- | ---- | ---- |
| 2°   | 11.º | 8.º  | 6.º  | 11.º | 10.º | 3.º  | 8.º  | 9.º  | -    | 11.º | 7.º  | 9.º  |

     Sin Información.
     Obtuvo el 1.er Premio.
     No participó.
     No accedió a la liguilla.
     No se realizó el concurso oficial de carnaval debido a la pandemia de COVID-19.

## Discografía
- Nacional                             - (simple Minerva. ME 538)
- Curtidores de hoy                    - (Ayuí / Tacuabé, a/e120k. 1993)[7]
- Curtidores de hongos                 - (Montevideo Music Group 2004)[8]
- El Planeador de la escollera Sarandí - (Montevideo Music Group 2005)
- Sicodelia                            - (Montevideo Music Group 2006)[8]
- Luz                                  - (Montevideo Music Group 2007)
- Caos                                 - (Montevideo Music Group 2008)
- Los Desilusionistas                  - (Montevideo Music Group 2009)
- Estado                               - (Montevideo Music Group 2010)
- Dimensiones                          - (Montevideo Music Group 2011)
- Documental Medio Bicentenario        - (Montevideo Music Group 2012)
- Efecto Dominó                        - (Montevideo Music Group 2015)